# サウル・アルバレス 対 カラム・スミス戦
サウル・アルバレス 対 カラム・スミス戦（サウル・アルバレス たい カラム・スミスせん、別名The P4P King is Back）は、2020年12月19日、アメリカ合衆国テキサス州サンアントニオのアラモドームで開催されたプロボクシングの試合。WBA世界スーパーミドル級レギュラー王者のアルバレスとWBA世界スーパーミドル級スーパー王者のスミスが行うWBA王座統一戦及び空位となっていたWBC世界スーパーミドル級王座決定戦。興行はマッチルーム・スポーツ・USAとカネロ・プロモーションズの合同興行として行われた。

## 試合までの経緯

### 両者のスーパーミドル級での戦い
2017年9月16日、World Boxing Super Series (WBSS) 第1シーズンスーパーミドル級トーナメントにスミスが出場。リヴァプールのM&S・バンク・アリーナで一回戦が行われ、エリック・スコーグランドとWBCダイヤモンド王座決定戦を行い、12回3-0（116-112、117-110、117-111）の判定勝ちを収め王座獲得に成功するとともにWBSS準決勝に進出した。
2018年2月24日、ドイツのニュルンベルクにあるアレーナ・ニュルンベルガー・フェアジッヒャルングで、スミスがニキー・ホルツケンとWBSS準決勝を行い、12回3-0（117-111×2、118-110）の判定勝ちを収め初防衛に成功するとともにWBSS決勝に進出した。
2018年9月29日、サウジアラビアのジッダにあるキング・アブドゥッラー・スポーツシティで、スミスがWBA世界スーパーミドル級スーパー王者のジョージ・グローブスと決勝戦を行い、7回2分4秒KO勝ちを収め、WBSSを制するとともにWBAスーパー王座とリングマガジン認定王座を獲得、WBCダイヤモンド王座の2度目の防衛に成功した。
2018年12月15日、ニューヨークのマディソン・スクエア・ガーデンで、当時ミドル級王者だったアルバレスが階級を上げてWBA世界スーパーミドル級正規王者ロッキー・フィールディングと対戦し、3回2分38秒TKO勝ちを収め、王座を獲得し3階級制覇に成功した。
2019年6月1日、マディソン・スクエア・ガーデンにてアンソニー・ジョシュア対アンディ・ルイス・ジュニアの前座で、スミスが元WBA世界ミドル級王者でWBA世界スーパーミドル級10位のハッサン・ヌダム・ヌジカムと対戦し、3回2分56秒TKO勝ちを収め、WBA王座は初防衛、WBCダイヤモンド王座は3度目、リングマガジン認定王座は初防衛に成功した。
2019年11月23日、リヴァプールのM&S・バンク・アリーナで、スミスがWBA世界スーパーミドル級暫定王者のジョン・ライダーと団体内王座統一戦を行い、12回3-0（117-111、116-112×2）の判定勝ちを収めWBA王座は王座統一による2度目の防衛、WBCダイヤモンド王座は4度目、リングマガジン認定王座は2度目の防衛に成功した が、ライダーが勝っていたとする声が多数挙がる疑惑の判定となった。
2020年7月4日、スミスのトレーナーであるジョー・ギャラガーが、次戦のアルバレスの対戦相手にスミスが相応しいと主張したことを、Sky Sportsが報じた。

### 対戦決定後の概要から試合まで
2020年11月17日、アルバレスとスミスが2020年12月19日に対戦することが決定したと、アルバレスが自身のSNSで発信した。
2020年11月20日、マッチルーム・スポーツはアルバレスとスミスが対戦する試合会場が、テキサス州サンアントニオのアラモドームに決定したことを発表した。
2020年12月2日、アンダーカードでWBC世界フライ級王者フリオ・セサール・マルティネスとWBC世界フライ級2位のフランシスコ・ロドリゲス・ジュニアがタイトルマッチを行うことを、マッチルーム・スポーツが発表した。
2020年12月12日、マッチルーム・ボクシングとカネロ・プロモーションズは、アルバレスとスミスの試合はWBC世界スーパーミドル級王座決定戦としても行われることを発表した。またアンダーカードのWBC世界フライ級タイトルマッチは中止となったことも公表された。
2020年12月18日、前日計量が行われ、両者とも168ポンド計測し一発で計量をパスした。
2020年12月19日、アラモドームで行われたWBA世界スーパーミドル級王座統一戦及びWBC世界スーパーミドル級王座決定戦に於いて、アルバレスが12回3-0（117-111、119-109×2)の判定勝ちを収め、WBA王座の初防衛並びにWBC王座の獲得、またスミスが保持していたリングマガジン認定王座の獲得にも成功した。

## 採点表
| 王座：WBA世界スーパーミドル級王座統一戦 WBC世界スーパーミドル級王座決定戦 リングマガジン世界スーパーミドル級タイトルマッチ | 王座：WBA世界スーパーミドル級王座統一戦 WBC世界スーパーミドル級王座決定戦 リングマガジン世界スーパーミドル級タイトルマッチ | 王座：WBA世界スーパーミドル級王座統一戦 WBC世界スーパーミドル級王座決定戦 リングマガジン世界スーパーミドル級タイトルマッチ | 王座：WBA世界スーパーミドル級王座統一戦 WBC世界スーパーミドル級王座決定戦 リングマガジン世界スーパーミドル級タイトルマッチ | 王座：WBA世界スーパーミドル級王座統一戦 WBC世界スーパーミドル級王座決定戦 リングマガジン世界スーパーミドル級タイトルマッチ |                                              | 主審：ジョン・ショルレ                       | 主審：ジョン・ショルレ                       | 主審：ジョン・ショルレ                       | 主審：ジョン・ショルレ                       | 主審：ジョン・ショルレ                                     |                                                            | 立会人：ヒルベルト・メンドーサ・ジュニア（WBA:ベネズエラ,WBA会長） マウリシオ・スレイマン（WBC:メキシコ,WBC会長） | 立会人：ヒルベルト・メンドーサ・ジュニア（WBA:ベネズエラ,WBA会長） マウリシオ・スレイマン（WBC:メキシコ,WBC会長） | 立会人：ヒルベルト・メンドーサ・ジュニア（WBA:ベネズエラ,WBA会長） マウリシオ・スレイマン（WBC:メキシコ,WBC会長） | 立会人：ヒルベルト・メンドーサ・ジュニア（WBA:ベネズエラ,WBA会長） マウリシオ・スレイマン（WBC:メキシコ,WBC会長） | 立会人：ヒルベルト・メンドーサ・ジュニア（WBA:ベネズエラ,WBA会長） マウリシオ・スレイマン（WBC:メキシコ,WBC会長） |
| 開催日：2020年12月19日 | 開催日：2020年12月19日 | 開催日：2020年12月19日 | 開催日：2020年12月19日 | 開催日：2020年12月19日 | 会場：テキサス州サンアントニオ・アラモドーム | 会場：テキサス州サンアントニオ・アラモドーム | 会場：テキサス州サンアントニオ・アラモドーム | 会場：テキサス州サンアントニオ・アラモドーム | 会場：テキサス州サンアントニオ・アラモドーム | 主催：マッチルーム・スポーツ・USA カネロ・プロモーションズ | 主催：マッチルーム・スポーツ・USA カネロ・プロモーションズ | 主催：マッチルーム・スポーツ・USA カネロ・プロモーションズ                                                        | 主催：マッチルーム・スポーツ・USA カネロ・プロモーションズ                                                        | 主催：マッチルーム・スポーツ・USA カネロ・プロモーションズ                                                        | | |
| サウル・アルバレス | サウル・アルバレス | 対 | カラム・スミス | カラム・スミス | サウル・アルバレス                           | サウル・アルバレス                           | 対                                           | カラム・スミス                               | カラム・スミス                               | サウル・アルバレス                                         | サウル・アルバレス                                         | 対 | カラム・スミス | カラム・スミス | | |
| RS | TS | 回 | TS | RS | RS                                           | TS                                           | 回                                           | TS                                           | RS                                           | RS                                                         | TS                                                         | 回 | TS | RS | | |
| 10 | | 1 | | 9 |                                              | 10                                           |                                              | 1                                            |                                              | 9                                                          |                                                            | 10 | | 1 | | 9 |
| 10 | 20 | 2 | 18 | 9 | 10                                           | 20                                           | 2                                            | 18                                           | 9                                            | 10                                                         | 20                                                         | 2 | 18 | 9 | | |
| 10 | 30 | 3 | 27 | 9 | 10                                           | 30                                           | 3                                            | 27                                           | 9                                            | 10                                                         | 30                                                         | 3 | 27 | 9 | | |
| 10 | 40 | 4 | 36 | 9 | 10                                           | 40                                           | 4                                            | 36                                           | 9                                            | 10                                                         | 40                                                         | 4 | 36 | 9 | | |
| 10 | 50 | 5 | 45 | 9 | 10                                           | 50                                           | 5                                            | 45                                           | 9                                            | 9                                                          | 49                                                         | 5 | 46 | 10 | | |
| 9 | 59 | 6 | 55 | 10 | 9                                            | 59                                           | 6                                            | 55                                           | 10                                           | 9                                                          | 58                                                         | 6 | 56 | 10 | | |
| 10 | 69 | 7 | 64 | 9 | 10                                           | 69                                           | 7                                            | 64                                           | 9                                            | 9                                                          | 67                                                         | 7 | 66 | 10 | | |
| 10 | 79 | 8 | 73 | 9 | 10                                           | 79                                           | 8                                            | 73                                           | 9                                            | 10                                                         | 77                                                         | 8 | 75 | 9 | | |
| 10 | 89 | 9 | 82 | 9 | 10                                           | 89                                           | 9                                            | 82                                           | 9                                            | 10                                                         | 87                                                         | 9 | 84 | 9 | | |
| 10 | 99 | 10 | 91 | 9 | 10                                           | 99                                           | 10                                           | 91                                           | 9                                            | 10                                                         | 97                                                         | 10 | 93 | 9 | | |
| 10 | 109 | 11 | 100 | 9 | 10                                           | 109                                          | 11                                           | 100                                          | 9                                            | 10                                                         | 107                                                        | 11 | 102 | 9 | | |
| 10 | 119 | 12 | 109 | 9 | 10                                           | 119                                          | 12                                           | 109                                          | 9                                            | 10                                                         | 117                                                        | 12 | 111 | 9 | | |
| 計 | 119 | – | 109 | 計 |                                              | 計                                           | 119                                          | –                                            | 109                                          | 計                                                         |                                                            | 計 | 117 | – | 111 | 計 |
| 副審：ラファエル・ラモス                                                                                                   | 副審：ラファエル・ラモス                                                                                                   | 副審：ラファエル・ラモス                                                                                                   | 副審：ラファエル・ラモス                                                                                                   | 副審：ラファエル・ラモス                                                                                                   | 副審：スティーブ・ワイスフェルド             | 副審：スティーブ・ワイスフェルド             | 副審：スティーブ・ワイスフェルド             | 副審：スティーブ・ワイスフェルド             | 副審：スティーブ・ワイスフェルド             | 副審：スティーブ・モンロー                                 | 副審：スティーブ・モンロー                                 | 副審：スティーブ・モンロー                                                                                        | 副審：スティーブ・モンロー                                                                                        | 副審：スティーブ・モンロー                                                                                        | | |
| 処分：無し | 処分：無し | 処分：無し | 処分：無し | 処分：無し | 減点：無し                                   | 減点：無し                                   | 減点：無し                                   | 減点：無し                                   | 減点：無し                                   | 結果：アルバレス12回3-0の判定勝ち                          | 結果：アルバレス12回3-0の判定勝ち                          | 結果：アルバレス12回3-0の判定勝ち                                                                                 | 結果：アルバレス12回3-0の判定勝ち                                                                                 | 結果：アルバレス12回3-0の判定勝ち                                                                                 | | |